# إريك هانسن (ربان)
إريك هانسن هو ربان ‏ دنماركي، ولد في 4 يونيو 1945 في كوبنهاغن في الدنمارك.

## وصلات خارجية
- إريك هانسن على موقع الاتحاد الدولي للملاحة الشراعية (موقع جديد) (الإنجليزية)
- إريك هانسن على موقع الاتحاد الدولي للملاحة الشراعية (موقع قديم) (الإنجليزية)
- إريك هانسن على موقع اللجنة الأولمبية الدولية (الإنجليزية)
- إريك هانسن على موقع أوليمبيديا (الإنجليزية)